# Maître de 1518
Le Maître de 1518, dit aussi Maître anversois de 1518, Maître d'Anvers de 1518, anciennement Maître de l'abbaye de Dilighem, est un peintre anonyme flamand, actif entre 1505 ou 1510 et 1527, habituellement classé parmi les maniéristes anversois.
Donné en 1915 par Max Jakob Friedländer, le nom de convention de ce peintre vient du Retable de Marie de l'église Sainte-Marie de Lübeck qui porte l'inscription « 1518 » et la marque d'Anvers dans sa partie sculptée.

## Identification
En 1966, dans son étude consacrée à Pieter Coecke van Aelst, Georges Marlier propose d'identifier ce maître anonyme au peintre et marchand de tableaux Jan van Dornicke. Cette identification est généralement acceptée.
Cependant, par prudence ou habitude, certains historiens d'art et de nombreux musées utilisent toujours le nom de convention. C'est le cas par exemple de la National Gallery de Londres, ou des Musées Royaux des Beaux-Arts de Belgique, alors que d'autres, comme le Museu Nacional d'Art de Catalunya de Barcelone, optent résolument pour une présentation du type : Jan van Dornicke (Maître de 1518).

## Œuvres
Maître de 1518
- Crucifixion, huile sur panneau, 37 x 57,5 cm, Royal Museum of Fine Arts Antwerp, Anvers, inv. 5090.[ref. 1]
- Décapitation de saint Jean Baptiste, huile sur panneau, 57 × 89 cm, Royal Museum of Fine Arts Antwerp, Anvers, inv. 857.[ref. 2]
- Tentation de saint Antoine, huile sur panneau, 9 x 9,9 cm, Groeningemuseum, Bruges, inv. 0000.GRO0210.I.[ref. 3]

Atelier du Maître de 1518
- Sainte Marie madeleine, huile sur panneau de chêne, 52,7 × 34,8 cm, The National Gallery, Londres, inv. NG719.[ref. 4]

## Galerie

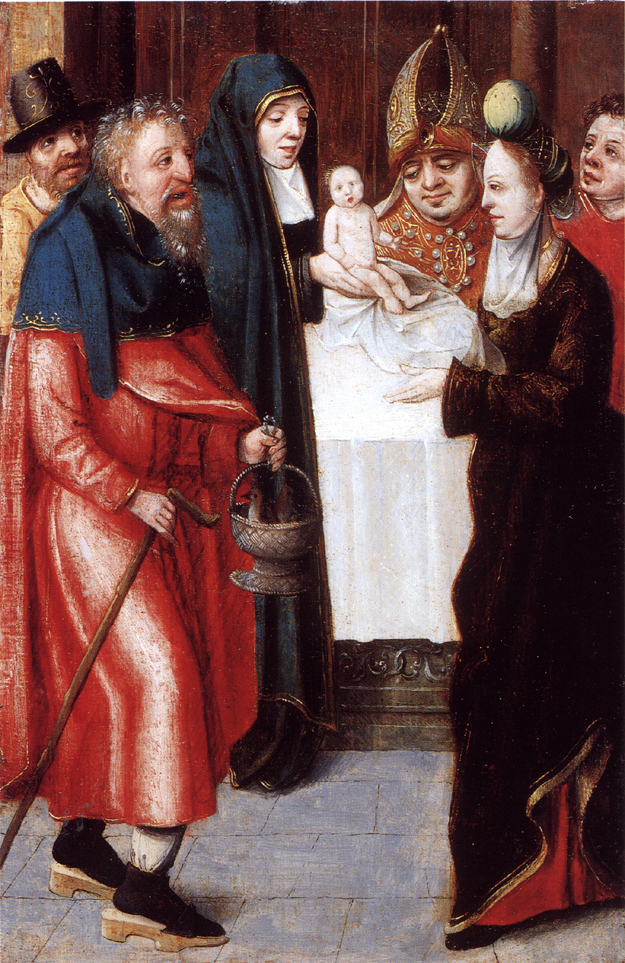
La Présentation du Christ enfant au temple, coll. privée.
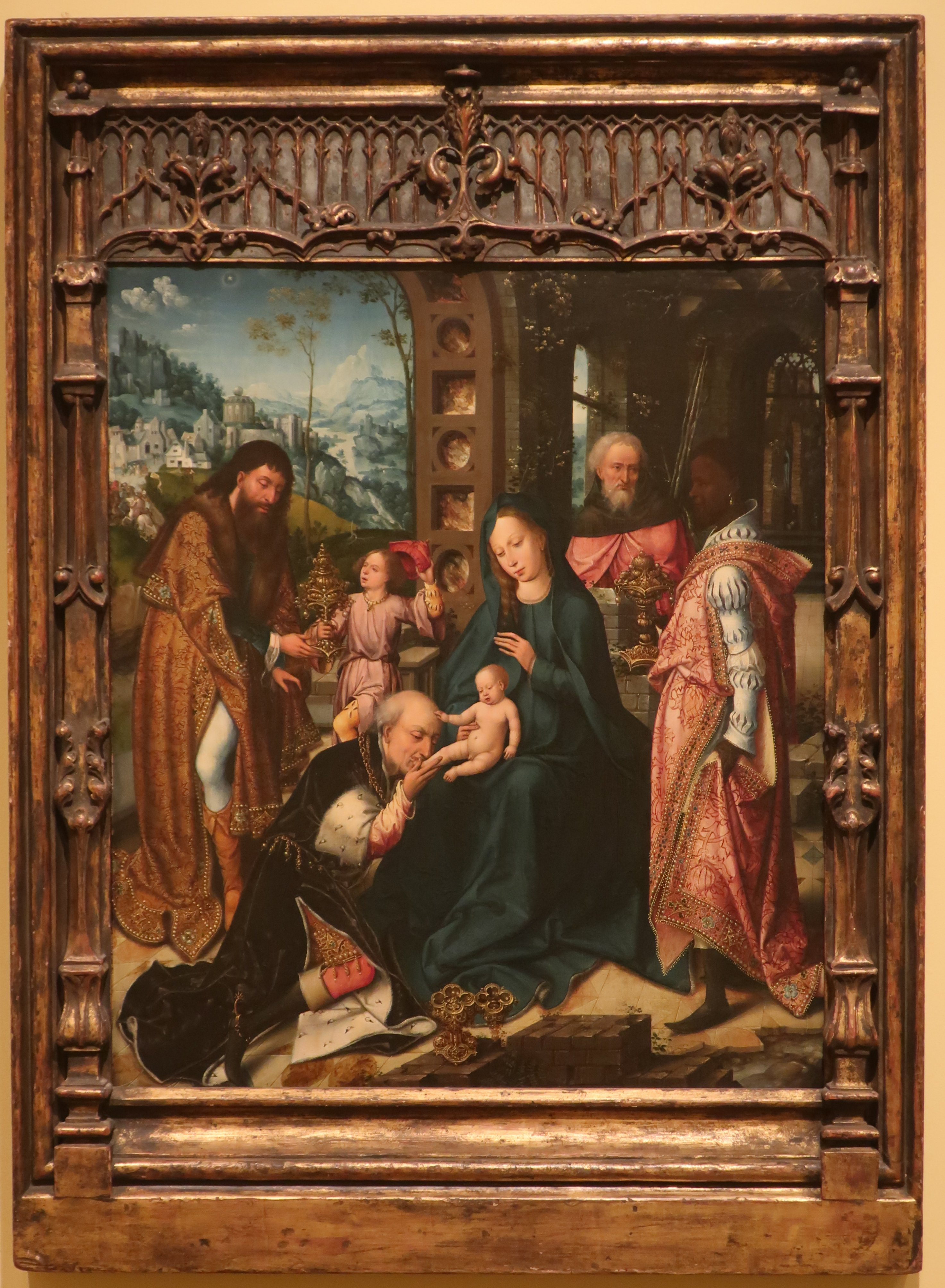
L'Adoration des Mages, Honolulu Academy of Arts.
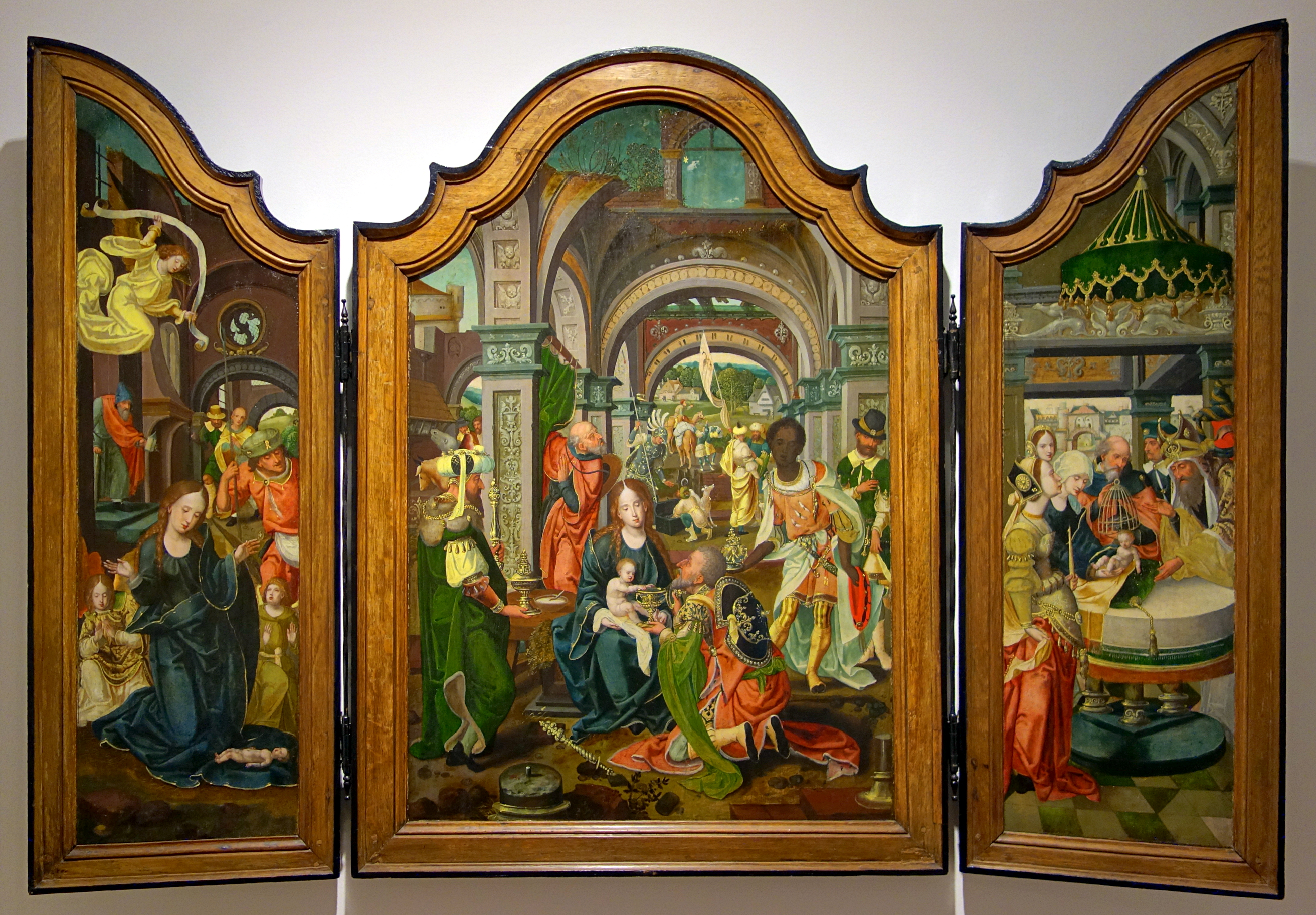
Triptyque avec Adoration de l'enfant, Adoration des mages, Présentation au temple, musée des Bons-Enfants, Maastricht.